# Gnaviyani

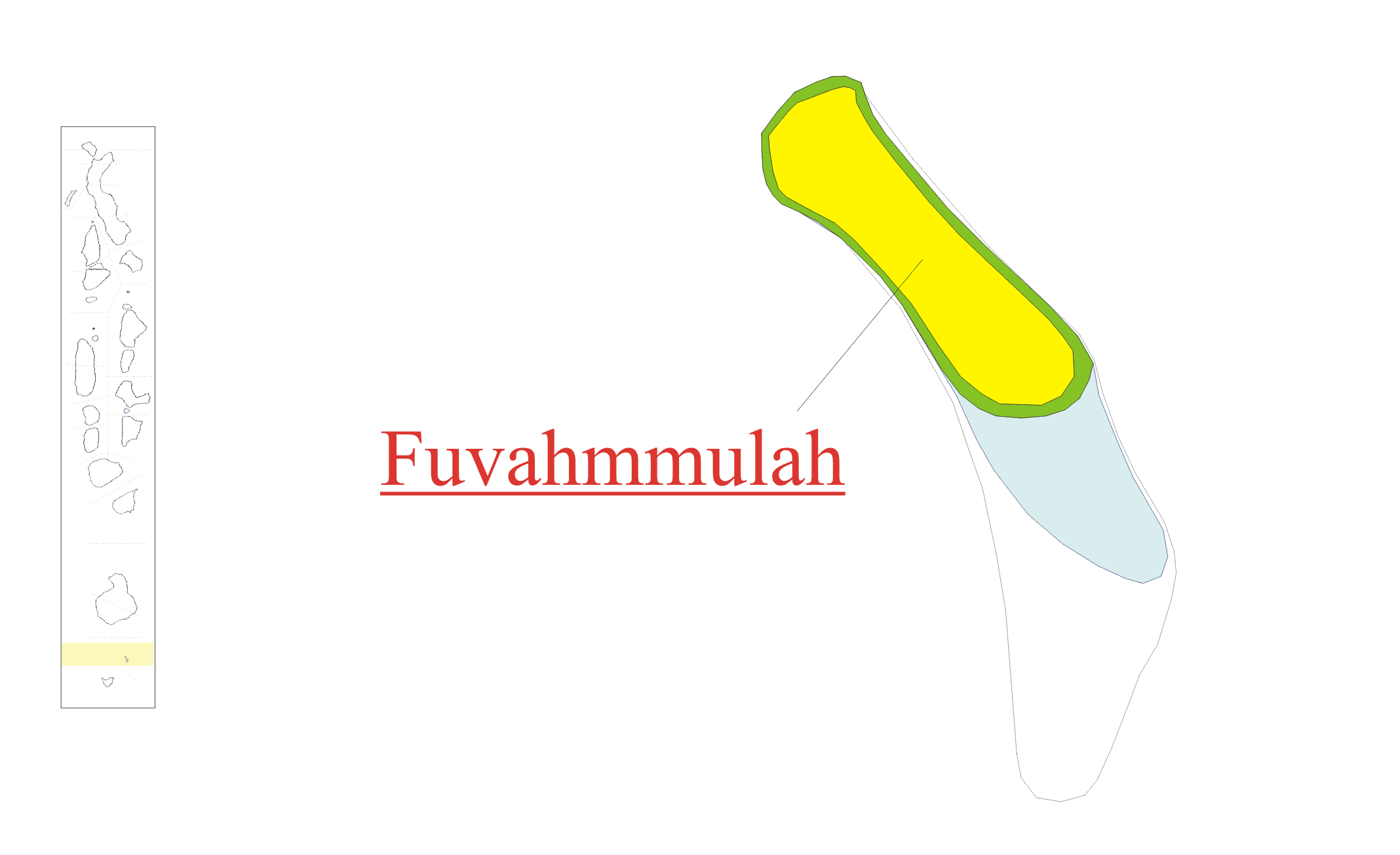
Mapa atolu

Gnaviyani je administrativní atol na Maledivách. Počet obyvatel činí 10 506. Atol řídí Ahmed Moosa. Tento administrativní atol obsahuje jediný ostrov Fuvammulah (domácí název Fua Mulaku). Gnaviyani je tedy jen administrativní název pro tento ostrov. 
Fua Mulaku je nejmenší administrativní celek na Maledivách, polohou v Equatorial Channel (Addu Kadu) mezi Huvadhu a Addu. Není to pravý (nebo přírodní) atol, skládá se pouze z jediného ostrova, který je ale s rozlohou okolo 7 km² jedním z největších na Maledivách.
Na atolu je devět osad (od severu): Dhadimago, Hōdhado, Mālegan, Dūndigan, Funādo, Miskimmago, Dhashokubai, Mādhado a Diguvāndo.